# Construccions de pedra seca XVI (el Vilosell)
Construccions de pedra seca XVI és una obra del Vilosell (Garrigues) inclosa a l'Inventari del Patrimoni Arquitectònic de Catalunya.

## Descripció
És una cabana feta de pedra seca orientada cap al nord-est. Té una planta rectangular, coberta amb volta de pedra, avui coberta per un monticle de terra i vegetació. Està feta de carreus de pedra sense treballar de mides diverses. Té dues entrades, ambdues a la façana principal i allindades.